# Кентон, Стэн
Стэнли Ньюкомб «Стэн» Кентон (англ. Stanley Newcomb «Stan» Kenton; 19 февраля 1912, Уичито — 25 августа 1979, Лос-Анджелес) — американский джаз-пианист, композитор, дирижёр, руководитель джазового оркестра.

## Жизнь и творчество
Стэн Кентон вырос в Лос-Анджелесе, игру на фортепиано освоил уже в 10 лет. Первым преподавателем музыки была его мать. В 1930 году Кентон выступил на сцене в Сан-Диего, начиная с 1934 года играл в различных джазовых группах. В 1941 году он организовал собственный биг-бэнд и выступал с созданными им самим музыкальными композициями в стиле свинг. В 1946 году Кентон пригласил молодого талантливого аранжировщика Пита Руголо — ученика Д. Мийо, — благодаря которому в оркестре появляются экспериментальные композиции для 5 труб, 4 тромбонов и 5 саксофонов, объявленные новым направлением под названием «прогрессивный джаз». Кроме того, Кентон и Руголо обратились к музыке Карибского бассейна, латиноамериканским ритмам. В 1947 году Кентон распустил свой первый биг-бэнд.
В последующий период, до 1951 года, Кентон работал в направлении «симфонического джаза», уделяя внимание и «латиноамериканскому направлению» (Afro Cuban Jazz). В его новом оркестре играли Мейнард Фергюсон, Конте Кандоли, Шелли Мэнн, Фрэнк Розолино, Стэн Гетц, Эдди Сафрански, Чико Альварес, Кай Виндинг, Ли Кониц, Арт Пеппер, Зут Симс, выступала певица Джун Кристи. Особое внимание слушателей привлекала необычная аранжировка исполняемых его музыкальных произведений.
В 1952 году Кентон выпустил альбом New Concepts of Artistry in Rhythm; его слава достигла Европы. В 1953 году музыкант вместе со своей группой предпринял большое европейское турне. В конце 50-х, в связи с финансовыми трудностями, Кентон всё чаще выступал на американском телевидении, аккомпанируя выступлениям великого джазового певца Нэта Кинга Коула. В 1973 году биг-бэнд Кентона выступал c концертами в ФРГ.

## Значение
Стэн Кентон — одна из противоречивых фигур в истории оркестрового джаза. С одной стороны, он принадлежал числу наиболее ищущих бэндлидеров 40-х — 50-х годов, наряду с Арти Шоу, Клодом Торнхиллом, Гилом Эвансом и некоторыми другими, активно экспериментировал путём введения в джазовый биг-бэнд дополнительных инструментов, расширяя состав (порой у Кентона играло одновременно не менее 40 музыкантов), применяя новаторские аранжировки, перенося выступления из танцевальных в концертные залы, сближая джаз с современной академической музыкой. С другой стороны, его эксперименты зачастую носили весьма спорный характер.